# Пролеће на последњем језеру
Пролеће на последњем језеру је српски телевизијски филм из 2020. године, редитеља Филипа Чоловића по сценарију Вулета Журића. Филм је своју премијеру имао 2. марта 2020. године у оквиру 48. ФЕСТ-а.

## Радња
Пролеће на последњем језеру слика живота прослављеног писца Иве Андрића, у време његовог амбасадорског аранжмана. За време Другог светског рата, дипломате и дипломатско особље из југословенских мисија из земаља које је окупирао Трећи рајх, депортовани су у хотел на Боденском језеру. Међу дипломата се нашао и Андрић, у то време велепосланик југословенског дипломатског представништва у Берлину. Паралелно са ишчекивањем разрешења судбине југословенских дипломата који бораве у хотелу, развија се и интригантна прича о љубавном троуглу између Андрића, костимографкиње Милице Бабић и њеног мужа Ненада Јовановића.

## Улоге
| Глумац               | Улога                     |
| -------------------- | ------------------------- |
| Тихомир Станић       | Иво Андрић                |
| Марија Вицковић      | Милица Бабић              |
| Наташа Тапушковић    | Фрау Штилике              |
| Борис Комненић       | Јосип Сибе Миличић        |
| Небојша Миловановић  | пуковник Владимир Ваухник |
| Олга Одановић        | Клара Мишетић             |
| Драган Петровић Пеле | Август Мишетић            |
| Радомир Николић      | Ерих Фогел                |
| Александар Ђурица    | Радован Шуменковић        |
| Јелена Ћурувија      | Зорка Шуменковић          |
| Бранислав Трифуновић | Ненад Јовановић           |
| Александар Ристоски  | Саша Мишетић              |
| Катарина Марковић    | Јелена Шуменковић         |
| Јован Јовановић      | Јачек                     |
| Драган Вучелић       | зубар                     |